# Linda Martell
Linda Martell, pseudonimo di Thelma Bynem (Batesburg-Leesville, 4 giugno 1941), è una cantante statunitense, celebre soprattutto per essere stata la prima cantante afroamericana nella musica country.
Linda Martell è stata la prima cantante donna di colore country a debuttare al Grand Ole Opry e a entrare nelle classifiche nazionali redatte da Billboard. Nel 2021 le è stato assegnato l'Equal Play Award, che viene conferito come riconoscimento agli individui che lottano attivamente nella lotta all'uguaglianza di genere all'interno della comunità country.

## Biografia
Figlia del mezzadro e predicatore Clarence Bynem e dell'operaia Willie May, Thelma Bynem nasce e cresce a Leesville in Carolina del Sud, assieme ai suoi quattro fratelli. Grazie al lavoro del padre nella chiesa, Thelma entra a far parte del coro gospel della parrocchia mentre il padre la introduce alla musica country attraccerso l'ascolto di programmi radiofonici registrati a Nashville. Nella sua adolescenza formò un trio R&B con sua sorella e suo cugino, chiamato The Anglos, esibendosi nella capitale dello stato Columbia. In quel periodo il disc jockey locale Charles "Big Saul" Greene decise di affibbiare a Thelma lo pseudonimo di Linda Martell.
la Martell ascoltava musica country, . . Durante gli anni '60 il gruppo registrò un paio di 45 giri R&B che ebbe scarso successo e presto si sciolse. Esibendosi come solista la Martell venne scoperta a cantare musica country dal produttore Shelby Singleton, che le fece firmare un contratto per la sua casa discografica, la Plantation di Nashville nel 1969, e nello stesso anno fu pubblicata la sua cover country di Color Him Father, che entrò nelle classifiche di Billboard. Il suo album di debutto seguì nel 1970.
Martell fece diverse apparizioni in programmi televisivi di musica country e pubblicò altri due singoli con la Plantation. Durante questo periodo fece la sua prima apparizione al Grand Ole Opry, e in seguito si esibì lì altre dodici volte. A seguito di una serie di conflitti d'affari con il suo manager Duke Raymer e il produttore, sciolse il  suo contratto discografico.
Nel 1974 si ritirò dall'industria musicale per mancanza di successo e di contratti discografici. Nei decenni successivi ha vissuto in vari Stati federali e ha continuato a fare musica, lavorando parallelamente nel settore dell'istruzione pubblica. Negli anni '90 è tornata a vivere in Carolina del Sud.
Nel 2024 Martell ha prestato la sua voce a due tracce del disco country di Beyoncé, Cowboy Carter, Spaghettii e The Linda Martell Show. Grazie al primo brano ha ricevuto la sua prima candidatura al premio Grammy. Nel 2025 la sua cover di Color Him Father è stata onorata dalla Grammy Hall of Fame.

## Discografia

### Album
- 1970: Color Me Country (Plantation, PLP 9)

### Singoli
- 1962: A Little Tear (Was Falling From My Eyes)/The Things I Do For You (Fire, 512; come Linda Martell and the Anglos)
- 1963: Lonely Hours/Just Like Taking Candy From A Baby (Vee Jay 531; come Linda Martell and the Anglos)
- 1964: Bad Motorcycle (Wooden Wooden)/Backfield In Motion (Tollie 9003; come Linda Martell and the Anglos)
- 1969: Color Him Father/I Almost Called Your Name (Plantation, PLP 24)
- 1969: Before the Next Teardrop/Tender Leaves Of Love (Plantation, PL 35)
- 1970: Old Letter Song/Bad Case of the Blues (Plantation, PLP 46)
- 1970: You're Crying Boy, Crying/The Wedding Cake (Plantation, PLP 67)